# Праћка са рашљама
Праћка са рашљама је мало ручно оружје за избацивање пројектила. Класична праћка се састоји од рашљи, које се држе у слабијој руци, на чијим су врховима закачене две гумене врпце. На другом крају врпци налази се џеп у који се ставља пројектил. Џеп се држи јачом руком и повлачењем џепа уназад се затежу гумене врпце да се добије жељена количина енергије за избацивање пројектила.